# Astemizol
El astemizol (nombre original en inglés: astemizole) es un antihistamínico, descubierto por Janssen Pharmaceutica en 1977.
El astemizol se usa en casos de alergias cutáneas como urticarias, estados pruriginosos, reacciones alérgicas producidas por alimentos o medicamentos, dermatitis eccematosas y picaduras de insectos. Asimismo, se indica en alergias respiratorias como rinitis alérgica, fiebre del heno y asma extrínseca. Otras indicaciones son diversas condiciones alérgicas como conjuntivitis alérgica y alergias por parásitos u hongos. Ha sido retirado de las farmacopeas de varios países debido a una baja proporción de efectos secundarios mortales.

## Toxicidad
Astemizol tiene una LD50 oral de aproximadamente 2.052 mg/kg (en ratón).